# هوقل كاليفورني
هوقل كاليفورني (الاسم العلمي: Spermophilus beecheyi) (بالإنجليزية: California Ground Squirrel)‏ هو نوع من الحيوانات يتبع جنس الهوقل من فصيلة سنجابية.